# Tête à tête (film, 1994)
Pour les articles homonymes, voir Tête à tête.
Pour plus de détails, voir Fiche technique et Distribution.
Tête à tête est un film français réalisé par Jean-Hugues Lime en 1994, avec Didier Bénureau, Philippe Chevallier et Régis Laspalès.